# Elena Maria Occioni Martins
Elena Maria Occioni Martins ( 1948) es una botánica brasileña, que trabaja extensamente en la taxonomía del género Stryphnodendron de la subfamilia Mimosaceae. Y realiza actividades académicas en la Universidad Federal de Río de Janeiro, en el Departamento de Botánica.
- La abreviatura «E.M.O.Martins» se emplea para indicar a Elena Maria Occioni Martins como autoridad en la descripción y clasificación científica de los vegetales.[4]